# Rhinocricus paraensis
Rhinocricus paraensis är en mångfotingart som beskrevs av Jean-Henri Humbert och Henri Saussure 1870. Rhinocricus paraensis ingår i släktet Rhinocricus och familjen Rhinocricidae. Inga underarter finns listade i Catalogue of Life.